# Jownūsh
Jownūsh (persiska: جُنوش, جونوش) är en ort i Iran.   Den ligger i provinsen Markazi, i den centrala delen av landet, 210 km sydväst om huvudstaden Teheran. Jownūsh ligger 1 729 meter över havet och antalet invånare är 216.
Terrängen runt Jownūsh är en högslätt, och sluttar söderut.Runt Jownūsh är det ganska tätbefolkat, med 120 invånare per kvadratkilometer. Närmaste större samhälle är Farmahīn, 7,9 km nordost om Jownūsh. Trakten runt Jownūsh består till största delen av jordbruksmark.